# Episodi di Southland (quarta stagione)
La quarta stagione della serie televisiva Southland è stata trasmessa negli Stati Uniti dal 17 gennaio al 20 marzo 2012 su TNT.
In Italia è stata trasmessa da AXN, piattaforma Sky, dal 19 settembre 2012 al 21 novembre 2012; in chiaro viene trasmessa dal 10 maggio 2014 sul canale TOP Crime.
| nº | Titolo originale | Titolo italiano    | Prima TV USA     | Prima TV Italia   |
| -- | ---------------- | ------------------ | ---------------- | ----------------- |
| 1  | Wednesday        | Il rientro di John | 17 gennaio 2012  | 19 settembre 2012 |
| 2  | Underwater       | Sommersi           | 24 gennaio 2012  | 26 settembre 2012 |
| 3  | Community        | Comunità           | 31 gennaio 2012  | 3 ottobre 2012    |
| 4  | Identity         | La prova           | 7 febbraio 2012  | 10 ottobre 2012   |
| 5  | Legency          | Identità nascoste  | 14 febbraio 2012 | 17 ottobre 2012   |
| 6  | Integrity Check  | La cosa giusta     | 21 febbraio 2012 | 24 ottobre 2012   |
| 7  | Fallout          | Conseguenze        | 28 febbraio 2012 | 31 ottobre 2012   |
| 8  | God's Work       | La volontà divina  | 6 marzo 2012     | 7 novembre 2012   |
| 9  | Risk             | Alto rischio       | 13 marzo 2012    | 14 novembre 2012  |
| 10 | Thursday         | L'ultimo giovedì   | 20 marzo 2012    | 21 novembre 2012  |